# Nuestra Señora del Pilar de los Adaes
El Presidio de Nuestra Señora del Pilar de los Adaes fue un presidio novohispano fundado en 1721 en Robeline, Luisiana, Estados Unidos.
Fue la primera capital de la Tejas española y forma parte del Camino Real de los Tejas.

## Historia
La fundación del presidio por mandato de José Azlor y Virto de Vera tuvo como propósito frenar la amenaza anexionista francesa sobre el territorio de la Tejas Española, materializada en la ocupación francesa de la misión de San Miguel de Linares de los Adaes en 1719, durante la guerra de la Cuádruple Alianza. Contaba con una guarnición militar de cien soldados y artillería, y permitió la refundación de la misión de San Miguel en 1722 en una ubicación más cercana al presidio. El presidio fue la primera capital de la Tejas española de 1729 a 1771, cuando San Antonio fue nombrada capital. El aprovisionamiento se realizaba desde Santiago de Querétaro o Guadalupe de Zacatecas con intercambios ocasionales con los caddo del cercano fuerte Natchitoches, vanguardia de la Luisiana francesa.
El presidio perdió su importancia estratégica tras el Tratado de Fontainebleau (1762) por el que la Luisiana pasó a soberanía española. En 1767 el gobernador de Texas Ángel de Martos Navarrete fue relevado bajo acusaciones del cobro de comisiones para el reparto de suministros en la región. La inspección del III marqués de Rubí ordenó el desmantelamiento del presidio y la población en 1771 y el traslado de la guarnición y sus quinientos vecinos a San Antonio. Gracias a la intervención de Antonio Gil y Barbo algunos fueron autorizados a asentarse a orillas del río Trinidad fundando Nuestra Señora del Pilar de Bucareli, trasladada finalmente a la zona de la antigua misión de Nuestra Señora de Guadalupe de Nacogdoches.